# 県犬養姉女
県犬養 姉女（あがたのいぬかい の あねめ、生没年不詳）は、奈良時代中期の女官。

## 人物
淳仁朝の天平宝字7年（763年）に従六位下から従五位下に叙され、ついで藤原仲麻呂の乱直後の翌8年（764年）9月、一族の内麻呂らとともに大宿禰の姓を賜った。天平神護元年（765年）正月には仲麻呂の乱の論功褒賞で従五位上にまで昇ったが、神護景雲3年（769年）、忍坂女王、石田女王、不破内親王らと共謀して塩焼王の子・氷上志計志麻呂を天皇に擁立しようとしたとして、称徳天皇を呪い殺そうとした嫌疑を受け氏の名を犬部と改めさせられ遠流に処された。その後の宝亀2年（771年）に前の嫌疑は丹比乙女の讒言だったとして本姓に復した。翌年の宝亀3年（772年）正月には再び従五位下に叙せられた。

## 官歴
『続日本紀』による
- 時期不詳：従六位下
- 天平宝字7年（763年）正月9日：従五位下
- 天平宝字8年（764年）9月23日：大宿禰賜姓
- 天平神護元年（765年）正月7日：従五位上
- 神護景雲3年（769年） 5月29日：位階剥奪。犬部に改氏。流罪（遠流）
- 宝亀2年（771年）8月8日：県犬養宿禰に復姓
- 宝亀3年（772年）正月10日：従五位下（復位）

## 参考
- 『続日本紀』3　新日本古典文学大系14　岩波書店、1992年
- 『続日本紀』4　新日本古典文学大系15　岩波書店、1995年
- 宇治谷孟訳『続日本紀 （中）・（下）』講談社〈講談社学術文庫〉、1992年・1995年
- 『日本古代人名辞典』1 - p46、竹内理三・山田英雄・平野邦雄編、吉川弘文館、1958年